# برغوثيات

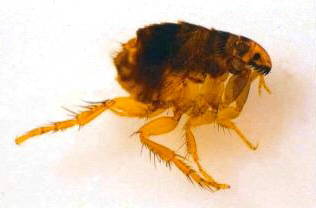
رسم تخطيطي لبُـرْغُوث

البُـرْغُوث (بالإنجليزية: Flea)‏ هي حشرة صغيرة لا أجنحة لها تنتمي لرتبة خافيات الأجنحة أو البرغوثيات أو أفانيبترا أو سيفونابترا (الاسم العلمي: Siphonaptera) المتطفلة على عائل أو المضيف الذي يكون في الغالب من الثدييات مثل الإنسان والحيوانات سيما القطط والكلاب والدواب، وقلة منها تتخذ الطيور عائلا لها، يبلغ عددها من حيث النوع ثمان مائة نوع، ويبلغ طول البرغوث من حوالي 1 ملم إلى 4 ملم، جسمه مضغوط الجوانب ومغطى بدرع قشري، كما أن بدنه مغطى بشعر هلبي حاد يساعده على التشبث على جسم المعيل، البُـرْغُوث لا يملك أجنحة إذ يتحرك بشكل قفزات من خلال زوجين من الأرجل الخلفية الطويلة، للبُـرْغُوث ثلاثة أزواج من الأرجل تنتهي بزوج من المخالب في كل رجل، فم البُـرْغُوث مزود بشفرات مثلمة تشبه المنشار، حيث يقوم بجرح الجلد ومن ثم يفرز فمه مادة لعابية تمنع تخثر الدم، ويمد أنبوب دقيق لدم المعيل ويشرب حتى يرتوي.
تقوم الأنثى بوضع بيوضها داخل الشقوق وعلى الأرضيات المهملة والقذرة، بعد أن تفقس البيضة تخرج منها دويبة بيضاء تتغذى على العفن وعلى الدماء التي تتركه عادة البراغيث البالغة. تستمر دورة حياة هذه الدويبة حسب جودة الظروف المحيطة من أسبوعين إلى خمسة وعشرين أسبوعا، بعدها تقوم بلف نفسها بخيوط وتدخل في مرحلة التشرنق، بعد فترة يخرج من هذه الشرنقة الخيطية بُـرْغُوث بالغ يستطيع الصمود لفترات طويلة بدون طعام.
البُـرْغُوث ناقل لامراض خطيرة نظرا لان البرغوث يعتاش على دماء معيليه بما في ذلك الإنسان والحيوانات البيتية فانه يعتبر ناقل لمرض الطاعون ومرض التيفوس.

## لدغة البُـرْغُوث
يلدغ البُـرْغُوث الإنسان، وتتحول اللدغات إلى بقع حمراء مرتفعة قليلاً ومثيرة للحكة.

## طباع البراغيث وأضرارها
البراغيث طفيليات خارجية تتغذى على الدم المضيف، إلا أنها ليست ملازمة له باستمرار، كالقمل مثلاً. يهاجم البُـرْغُوث الجائع أي مضيف يستطيع امتصاص دمه. وعلى هذا فإن براغيث الجرذان قد تتطفل وتنقل أمراضاً شتى كالطاعون الذي يصيب الإنسان والتيفوس والورام المخاطي الفيروسي myxomatosis الذي يصيب الأرانب. كما ينقل أيضاً بعض أنواع الديدان الشريطية كثنائية الفوهات الكَلْبِيَّة Dipylidium caninum التي تصيب القطط والكلاب نتيجة التهامها البراغيث الملوثة بيرقات هذه الديدان. وقد تسبب البراغيث للمضيف أيضاً داء البراغيث المتمثل بحكة شديدة تؤدي إلى خدوش جلدية ومضاعفات إنتانية وبقع حمراء تنتشر على الجلد بسبب لَدَغاتها المتكررة. وتُقاوم البراغيث باستخدام المبيدات الحشرية المناسبة. أما الوقاية منها فباتباع قواعد النظافة والحيلولة دون تراكم الغبار على الأثاث أو في زوايا المنازل وأوكار الحيوانات الاقتصادية التي تربى لأغراض مختلفة. ويستطيع البرغوث تحمل الجوع مدة طويلة قد تصل إلى عدة أسابيع. وتأوي البراغيث إلى أعشاشها في زوايا الحجرات حيث يكثر الغبار، عقب تناولها وجبة غذائية. ومن الجدير بالذكر أن الثدييات التي لا مأوى لها، كالغزلان والقرود، تكاد تكون خالية من البراغيث.

## وصلات خارجية
- البرغوث بالموسوعة العربية
- الامراض الجلديه التي تسببها البراغيث